# Antony Matkovich
Antony Matkovich (Perth, 12 giugno 1977) è un ex nuotatore australiano.

## Palmarès
- Olimpiadi

Atene 2004: argento nella 4x200m sl.
- Mondiali

Barcellona 2003: oro nella 4x200m sl.